# Кадин-ефенді (титул)
Кади́н-ефе́нді (тур. Kadınefendi, Kadın efendi, Kadın Efendi) — титул офіційних дружин султанів Османської імперії.
За традицією, султан мав чотирьох офіційних дружин, тобто «кадин-ефенді», але зустрічалися випадки, коли султан мав від 5 до 8 дружин. Офіційно кадин-ефенді іменувалися: «баш кадин» (тур. baş kadın, старша дружина), «ікінджі кадин» (тур. ikinci kadın, друга дружина), «учюнджю кадин» (тур. üçüncü kadın, третя дружина), «дьордюнджю кадин» (тур. dördüncü kadın, четверта дружина) і т. д.
Попередниками цього титулу є титули «хатун» і «хасекі».
Офіційно титул увів Ахмед III незабаром після сходження на престол.